# Emilio Herrera Muñoz
Emilio Herrera Muñoz (4 de marzo de 1916-2 de mayo de 2006) fue un poeta y escritor mexicano. Articulista durante más de seis décadas en el periódico El Siglo de Torreón, fue autor de varios libros y obras poéticas, con una especial vocación por el aforismo. También fue activista y promotor de obras y servicios en favor de Torreón.

## Biografía

### Primeros años
Nació en México en un rancho del municipio de Gómez Palacio, Durango llamado Sacramento, hoy Gregorio García, Durango, parte de la Comarca Lagunera, en el hogar formado por Severiano Herrera y Concepción Muñoz. 
Huérfano de madre a temprana edad, se trasladó a la ciudad de Torreón, en donde quedó bajo la custodia de su tía paterna Emilia Herrera de Hoyos y del esposo de esta, Manuel Hoyos. Cursó sus primeros estudios de instrucción primaria en el liceo Morelos del profesor Porfirio Tijerina; los de secundaria en el colegio Hidalgo; y los de contador privado en la escuela comercial Treviño, todos localizados en la ciudad de Torreón.
Desde muy temprana edad se encontró con una de sus principales vocaciones, la sencillez de palabra y de espíritu, a través del apoyo de Pablo C. Moreno que fue su profesor en la escuela comercial Treviño y que fungió como su guía, motivando su acercamiento a las letras. Y fue esa esencia la que un día de 1937 lo llevó, casi sin pensarlo, a las páginas de El siglo de Torreón uno de los principales diarios de Torreón. Era el año de 1937 y junto a su amigo Jesús Nava, pasaba frente a las puertas de este periódico todos los sábados, libres de clases, compraban raspados en el mercado “Alianza” y luego no resistían la tentación de leer la edición del día y de esos primeros encuentros vino un reto, su amigo Jesús Nava se convirtió en una estrella del tenis, entonces empezó a escribir en El siglo de Torreón sobre deportes, Emilio no se quiso quedar atrás, por lo que envió su primer escrito al que tituló El dolor y la muerte el cual fue publicado y logró ser invitado a participar en el periódico ya como columnista habitual.

### Periodo profesional, carrera periodística, de escritor y familia
En el aspecto profesional su primer empleo fue en la tienda Los precios de México en 1933, en el cual estuvo 16 años llegando a ser su apoderado, en el año de 1949 emprendió un negocio por cuenta propia, sin embargo, con las responsabilidad de una familia decidió tomar una oferta de trabajo en el año 1950 que le permitiera una entrada de dinero más estable como empleado administrativo en el puerto de Liverpool, que fue la tienda departamental más importante de la Comarca Lagunera, propiedad de Carlos Wolkshousen, con su entrega al trabajo y lealtad llegó a ser su director general y dueño después a la muerte de Carlos y su esposa Melanie de la cual adquirió la tienda, la cual supo posesionar como la mejor tienda departamental del norte de México y a la cual entregó 30 años de su vida, alternando su capacidad comercial con su otro amores, ser escritor y su ciudad, Torreón. 
Aun con un trabajo y una familia siempre en crecimiento se cultivaba leyendo cuanto libro podía, propios y prestados, gastando cuanto tenía en su adquisición hasta llegar como lo logró hacer, un hombre de letras. A su primera participación siguió la publicación de una columna en El siglo de Torreón llamada Arenillas del Nazas, después de un tiempo y a petición de su director Don Antonio de Juambelz siguió su columna Mirajes la cual era su visión de acontecimientos diarios tanto personales, locales y mundiales, esta fue la primera columna diaria del El siglo de Torreón, publicada por más de 69 años. 
Siempre conectado, por su afinidad natural, con grupos intelectuales de su tiempo. Arranca el ejercicio de su vocación en el año de 1943 junto con Pablo C. Moreno y Alejandro Basol en Acción lagunera para después de allí en 1945 formar el liceo de la Laguna, en 1946 fundó El ateneo lagunero, todas estas, organizaciones dedicadas a promover la cultura y el servicio social en Torreón, después vinieron en 1948 la revista Cauce, que logró 5 publicaciones y recogía las obras de escritores y poetas con residencia en la comarca lagunera y con nuevos esfuerzos se logró en el año de 1965 Nuevo cauce que seguía la pauta de su antecesor y logró la publicación de 168 números; todos estos fueron esfuerzos sobresalientes dentro de una joven ciudad como lo era Torreón de esos años con no más de 100.000 habitantes.
En palabras de Homero del Bosque Villareal, poeta, escritor y cronista de la ciudad de Torreón, "Emilio Herrera fue profundamente humano, sus escritos y artículos, “Arenillas del Nazas”, “Vuelto a nacer”, y sus poemarios “voces de la juventud” y “Signo Ardiente” revelan su preocupación por el hombre. Su voz fue valiosa porque fue libre, estuvo desacondicionada porque fue independiente; actúo como quería decir el clásico “ decir lo que se siente” sin importar “ que se sienta lo que se dice”. Su formación parece planeada por un director espiritual, es producto de “inteligencia que imprimió su método”; la expresión de sus pensamientos es clara, sencilla, hermana con su carácter bondadoso y consecuente. Emilio Herrera fue un triangulo equilátero y por ello su perfecto equilibrio. Los textos tan variados de su artículos “Pequeñeces” son reflexiones, esfuerzos, semblanzas, anecdototas algunas veces hilarantes y otras satíricas pero sin herir y apuntes de vida bien observados."

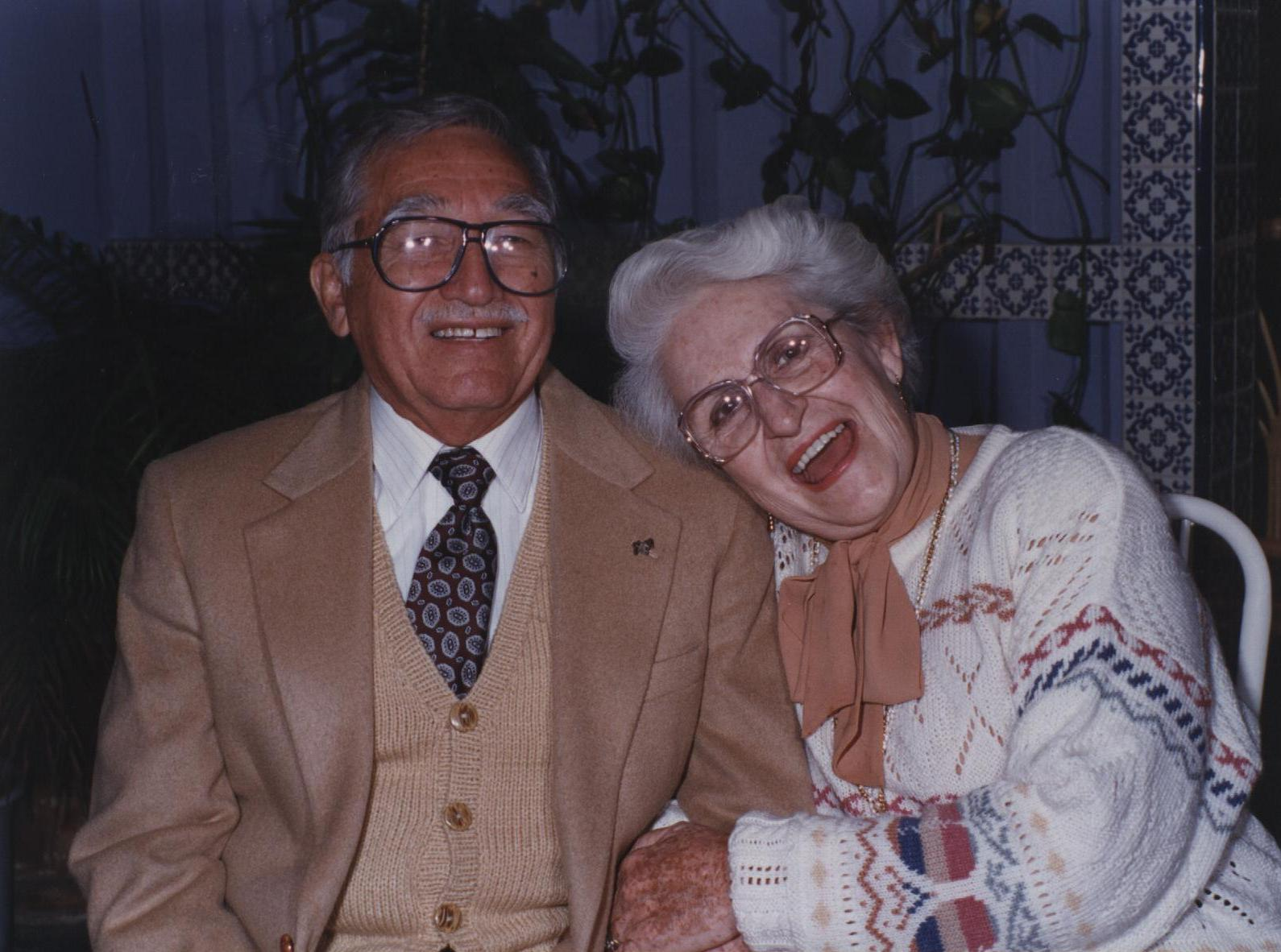
Emilio Herrera y su esposa Elvira Arce Posada.

Se dice con frecuencia que detrás de un gran hombre hay una gran mujer, tal es el caso de Emilio que encontró a su 30 años a Elvira Arce Posada su compañera de toda la vida, casándose el 29 de noviembre de 1946,  con quien formó y educó a sus hijos Emilio, Ricardo Isidoro, José Luis, Elvira Rosa, María Guadalupe, Francisco Javier, Amado Rafael, Miguel Ángel y Carlos Alfonso.
Emilio aglutinó a su familia por su carácter afable y por el desprendimiento generoso de su sabiduría que compartió con ella, en este tono alguna vez confesó que su deseo era que su epitafio dijera “Aquí estuvo un hombre que sabía rodearse de gente que sabía más que él”.

## Obra social
Tanto por su interés por la laguna, como por sus capacidades administrativas y de liderazgo sin oportunismo, Emilio siempre fue llamado a colaborar en todas aquellas tareas que significaran un desarrollo para la región, lo mismo en actividades altruistas en apoyo a los más necesitados. Esta es parte de la obra social que realizó:
- Inició los desayunos escolares en la Laguna actuando como miembro de la Cámara Junior, donde fue socio fundador.
- Formó el patronato de mejorar del cuerpo de bomberos de Torreón, Coahuila proporcionando a Torreón con un moderno y capacitado cuerpo de bomberos.
- Recaudó el 50% del costo de la gran biblioteca municipal de Torreón en la Alameda, Zaragoza.
- Fundador y director del patronato promotor de obras de Torreón (PAPRO), sistema de fideicomisos para apoyar a organizaciones de bienestar social además de proporcionar becas a estudiantes sobresalientes, con estos fondos se apoyaba a la Cruz Roja mexicana, asilo de ancianos, cuerpo de bomberos, escuelas, etc.
- Fundador y presidente vitalicio de la Universidad Autónoma de La Laguna.
- Con motivo de las celebraciones efectuadas al cumplir Torreón sus 75 años como ciudad en 1982, figuró como miembro de la comisión “ Esculturas y Monumentos”.
- Con motivo de las celebración efectuadas al cumplir Torreón sus 100 años como ciudad, figuró como asesor especial en la comisión de historia.

## Obra poética y de escritor
Periodismo: 
Colaboró con El Siglo de Torreón desde 1937 y hasta febrero de 2006. 
Escribió diariamente la columna "Mirajes", y semanalmente las siguientes columnas :
- "Pequeñeces"
- "Arenillas"
- "Los nuestros”
- "Rimas de los jueves"
- “Cartas hebdomadarias”
- "Noche y día", dominicalmente con el pseudónimo de "Vargas"

Libros, poesía y plaquetes :
- Arenillas del Nazas (1945, 1982)
- La pobre fea (cuentos)
- Vuelto a nacer
- El séptimo día
- Mi ciudad
- Pequeñeces
- Las tareas del espíritu
- El signo ardiente
- Rimas y arenillas
- Postales camineras
- Calendario

## Preseas y reconocimientos

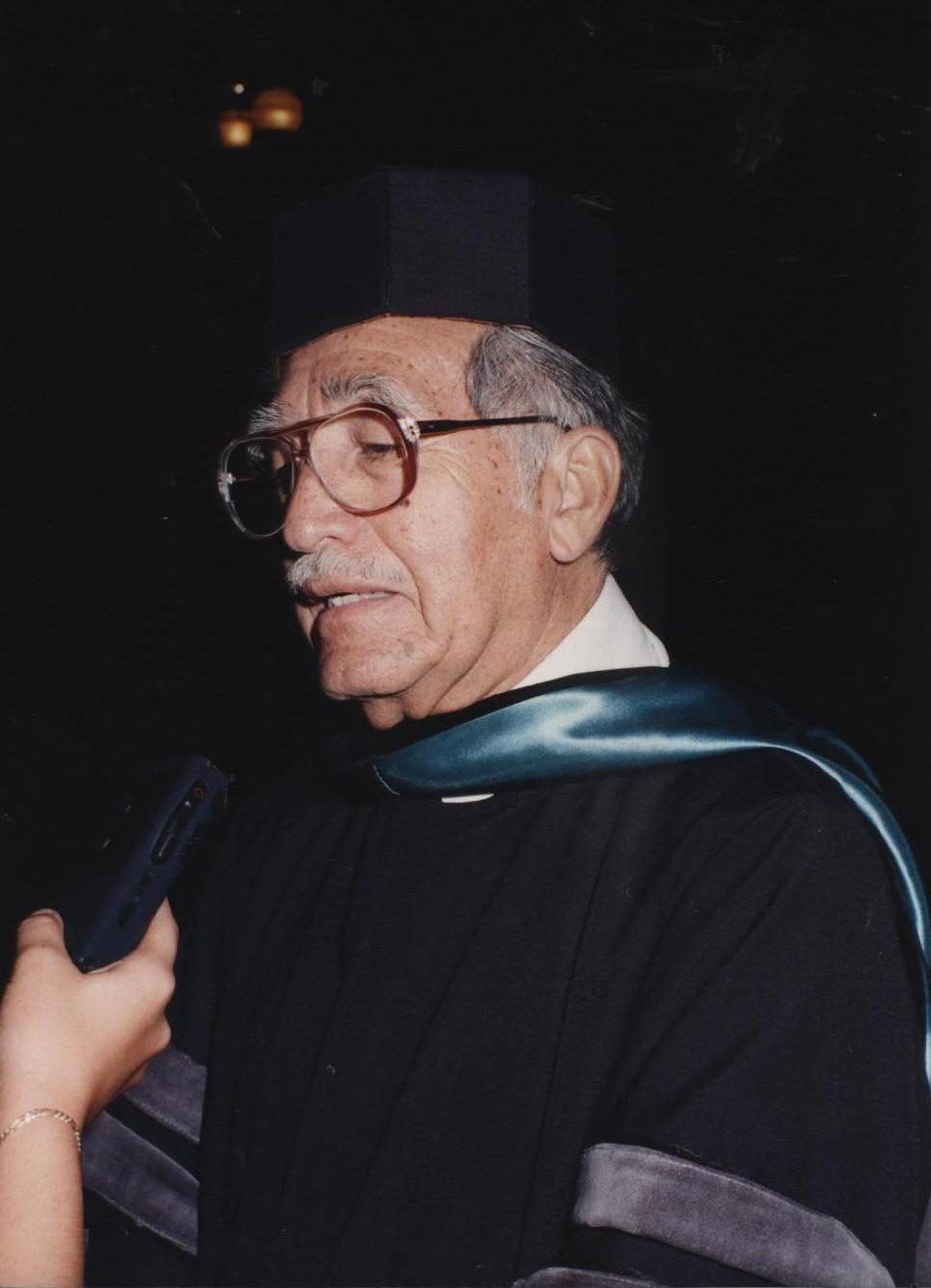
Emilio Herrera Muñoz recibiendo su título Honoris Causa por parte de la Universidad Autónoma de La Laguna.

- Presea Paul Harris Del Club Rotario Internacional.
- Presea Magdalena Mondragón por periodismo en 1993 por el Ayuntamiento de Torreón.
- Medalla de oro ciudadano distinguido de Torreón por servicios prestados a la comunidad 1988.
- Doctorado Honoris Causa por la Universidad Autónoma de La Laguna.Julio de 1990.
- Busto de Bronce en el paseo de Escritores y Poetas en la Alameda Zaragoza 1986.
- Placa Alumno Distinguido afuera de la escuela Comercial Treviño.
- Aparece en el mural de la presidencia municipal de Torreón en honor a sus ciudadanos distinguidos.  (15 de septiembre de 1981).
- Homenaje en El Siglo de Torreón como decano de sus periodistas y más antiguo colaborador, marzo de 2001.
- Homenaje de los nuestros, marzo de 2002.
- Reconocimiento de la UANE 1986.